# Document national d'identité (Espagne)
 (janvier 2017).
Le contenu est difficilement compréhensible vu les erreurs de traduction, qui sont peut-être dues à l'utilisation d'un logiciel de traduction automatique.
Le document national d'identité électronique (DNIe ; Documento nacional de identidad) est la carte d'identité électronique mise en service en Espagne depuis mars 2006. Il s'agit de l'évolution de l'antérieur document national d'identité pensé pour adapter son usage à la société de l'information et pour que ses détenteurs puissent l'utiliser pour certains services électroniques.
La dénomination officielle est « document national d'identité », abrégée DNI, mais il est aussi connu sous le nom de DNI électronique ou carnet d'identité. Il s'agit d'une carte plastifiée en polycarbonate qui comporte une puce avec des informations digitales et aux proportions identiques à celles des cartes de crédit (85,60 mm de largeur sur 53,98 mm de longueur). Il est obligatoire à partir de 14 ans, mais peut s'obtenir dès l'inscription du mineur à l'état civil.
En octobre 2015, l'Espagne avait émis plus de 44 millions de DNI électroniques.

## Histoire
En 1824, Ferdinand VII créa la police en Espagne et lui a attribua la compétence exclusive pour créer des listes de recensement qui comprenaient l'âge, le sexe, l'état, la profession et la nature de la population. Ce fut la première compétence de la police, compétence aujourd'hui maintenue et qui a lié historiquement la police au carnet d'identité.
La création d'un nouveau document a été mise en œuvre le 2 mars 1944, afin d'avoir un meilleur contrôle de la population. Pour la création du premier DNI, un concours public fut convoqué, gagné par Aquilino Riusset Planchón, recevant un prix de 30 000 pesetas.
L'initiative de créer un DNI est partie du général Franco, bien qu'il dut attendre jusqu'en 1951 pour obtenir son propre carnet d'identité. Les premiers qui furent obligés à le posséder furent les prisonniers et ceux qui étaient placés en liberté surveillée. Ensuite, les hommes qui, de par leur profession, était amené à changer fréquemment de domicile. En troisième lieu, les hommes résidant dans des villes de plus de 100 000 habitants. Enfin, les hommes vivant dans des villes d'entre 25 000  et   100 000 habitants, puis les femmes qui voyageaient fréquemment pour leur travail, ainsi de suite, jusqu'à compléter avec les années l'ensemble de la population.
Saragosse fut la première capitale de province où fut expédié le DNI. L'essai fut étendu postérieurement à Valence, et au reste des villes jusqu'à la création de cinquante neuf équipes fixes réparties dans toutes les villes hormis en Navarre.
Dès le début, grâce à une méthode aujourd'hui en vigueur, les numéros de DNI furent attribués par lots aux équipes d'expédition. Ainsi, chaque commissariat qui émet un DNI dispose d'une marge suffisante de numéros libres. Si ce lot est épuisé, un nouveau lot lui est attribué, pas nécessairement corrélatif à l'antérieur. Il est ainsi mis fin à un mythe: les numéros faibles de DNI ne correspondaient pas dans le passé à des personnes décédées. Personne ne possède « le DNI d'un mort », contrairement à une croyance populaire.
Le numéro un fut attribué à Francisco Franco Bahamonde. Le second portait le nom de sa femme, Carmen Polo. Pour sa fille Carmen Franco, fut arrêté le numéro trois. Les numéros quatre à dix sont restés vacants. Les numéros 10 à 99 sont réservés à la famille royale espagnole. Le 10 est attribué au roi Juan Carlos Ier, le 11 à la reine Sophie, le 12 à l'infante Elena et le 14 à l'infante Cristina. Le nombre 13 est resté vacant. Le DNI du roi Felipe VI est le 15, celui de la princesse Leonor le 16 et celui de l'infante Sofía le 17.

### Modifications physiques
Au total, sept formats différents ont servi de support au DNI. Le premier date de 1951 et comprenait les données de filiation, profession, emploi ou office. De couleur verte, il portait l'aigle de San Juan caractéristique du régime franquiste. De plus, figurait la catégorie économique du sujet. Le second est arrivé en 1962 et il incorporait l'état civil et le groupe sanguin. Sa couleur bleue répondait au ton corporatif de la police. La mention du sexe n'y figurait plus. Le format suivant arrive en 1965 est utilisé jusqu'en 1980. Ce dernier a été l'un des formats ayant existé le plus longtemps et l'un des plus populaires. Les mêmes données y étaient maintenues, à l'exception de la suppression de la signature du directeur du bureau d'expédition. Les variantes les plus significatives du quatrième modèle de DNI, en vigueur de 1981 à 1985, ont été l'inclusion des armoiries constitutionnelles et la suppression des catégories économiques. Il comprend à nouveau le sexe du citoyen. Dans le suivant modèle (1985-1991), sont supprimés la profession, l'état civil et le groupe sanguin. Dans la décennie 1990, plusieurs modèles ont été réalisés moyennant l'utilisation de technologies informatiques. L'empreinte digitale historique a disparu et la Fábrica Nacional de Moneda y Timbre a pris en charge sa fabrication. Le DNI actuel comporte une puce qui rend possibles les démarches avec l'administration via internet.

## Réglementation
Le DNI est un document personnel émis par le ministère de l'Intérieur qui jouit de la protection octroyée aux documents publics et officiels par la loi. Son titulaire sera obligé à le posséder et le conserver. Ce document a une valeur suffisante pour accréditer de l'identité et des données personnelles et son titulaire qui y figurent, ainsi que de la nationalité espagnole du même. À chaque DNI est attribué un numéro personnel qui sert d'identificateur numérique personnel à caractère général.
Tous les espagnols ont droit à l'expédition du DNI, et son obtention est obligatoire à partir de quatorze ans et pour les espagnols résidant en Espagne, ainsi que pour les espagnols résidant à l'étranger qui séjournent en territoire espagnol pour une durée supérieure à six mois. Toutes les personnes devant obtenir le DNI doivent également l'exhiber lorsqu'elles en sont requises par l'autorité ou ses agents.
Pour obtenir un DNI il est nécessaire d'avoir la nationalité espagnole. Les étrangers résidant légalement en Espagne possèdent une carte aux caractéristiques similaires, appelée carte d'identité d'étranger, sur laquelle figure un numéro d'identification d'étranger ou NIE.

### Validité
En général, le DNI a une période de validité de :
1. Cinq ans, lorsque le titulaire a moins de 30 ans.
2. Dix ans, lorsque le titulaire a plus de 30 ans mais moins de 70 ans.
3. Permanent lorsque le titulaire a plus de 70 ans.

À titre exceptionnel, une durée de validité différente peut être accordée dans les situations suivantes :
1. Permanent, pour les personnes âgées de plus de trente ans qui accréditent une condition de grande invalidité.
2. Un an, s'il est impossible d'accréditer de façon suffisante les documents requis pour son expédition ou son renouvellement.

### Sanctions
En matière de documentation personnelle, peuvent être sanctionnées les infractions suivantes:
1. Le non-respect de l'obligation d'obtenir le DNI (à partir de 14 ans)
2. Le refus de rendre le DNI lorsque son retrait ou sa rétention ont été prononcées ; ceci n'arrive que lorsque le DNI doit être remplacé par un autre.

## Éléments constitutifs
Différents éléments composent le DNIe :
- Au recto :
  - Corps central : premier nom de famille, deuxième nom de famille, prénom, sexe, nationalité, date de naissance, numéro de série du support physique de la carte (IDESP), date de validité du document et signature manuscrite.
  - Côté gauche : puce cryptographique, numéro personnel du Document national d'identité, suivi du caractère de caractère de contrôle (Numéro d'Identification Fiscale), et image changeante gravée au laser (CLI) qui comporte la date d'expédition au format JJ MM AA et la première lettre du premier nom de famille + la première lettre du second nom de famille + la première lettre du prénom (du premier prénom s'il est composé).
  - Côté droit : kinégramme (consistant en une structure de diffraction microscopique; l'image, cependant, n'est pas tridimensionnelle, comme pour l'hologramme, mais fait apparaître une animation graphique lorsqu'elle est inclinée) et photographie en blanc et noir avec un hologramme à la surface et reliefs[9].
- Au verso :
  - Partie supérieure : lieu de naissance, province-pays de naissance, prénoms des ascendant(s) légal(ux), domicile, lieu de domicile, province-pays du domicile, et équipe d'expédition (numéro du bureau d'expédition du DNIe).
  - Partie inférieure : information imprimée OCR-B pour lecture mécanisée portant sur l'identité du citoyen selon la normative OACI pour des documents de voyage.
- Dans la puce cryptographique, au format numérique :
  - Certificat électronique pour authentifier la personnalité du citoyen
  - Certificat électronique pour signer électroniquement, avec la même validité juridique que la signature manuscrite
  - Certificat de l'autorité de certification émettrice
  - Paire de clés électroniques de chaque certificat
  - Reproduction biométrique de l'empreinte digitale
  - Photographie numérisée du citoyen
  - Image numérisée de la signature manuscrite
  - Données de filiation du citoyen, correspondant au contenu personnalisé de la carte

La puce électronique ne contient pas d'autres informations que celles qui apparaissent imprimées sur le support physique de la carte ni aucune donnée sanitaire, fiscale, judiciaire ou pénale.

### Mesures de sécurité
Le DNI électronique contient plusieurs éléments de sécurité visant à empêcher sa falsification :
- Mesures visibles à simple vue: encres optiques variables, reliefs, fonds de sécurité
- Mesures vérifiables par des moyens optiques et électroniques: encres visibles à la lumière ultraviolette, micro-écritures
- Mesures de sécurité digitales : chiffrement des données de la puce et l'accès à la fonctionnalité du DNI électronique via la clé personnelle d'accès.

## Caractéristiques électroniques
La puce du DNI électronique a les caractéristiques suivantes :

### Caractéristiques de la puce
- Puce ST19WL34
- Système opérationnel DNIe v1.1
- Capacité de 32K

### Zones d'accès
- Zone publique : accessible en lecture sans  contraintes
  - Certificat CA
  - Clés Diffie-Hellman
  - Certificat X.509
- Zone privée : accessible en lecture par le citoyen, via l'utilisation de la clé personnelle d'accès
  - Certificat de signature (non-répudiation)
  - Certificat d'authentification.
- Zone de sécurité : accessible en lecture par le citoyen, via les points d'actualisation du DNIe
  - Données de filiation du citoyen (les mêmes que ceux imprimés sur le support physique du DNI)
  - Image de la photographie
  - Image de la signature manuscrite

### Données cryptographiques (clés du citoyen)
- Clé RSA publique d'authentification
- Clé RSA publique de non-répudiation
- Clé RSA privée d'authentification
- Clé RSA privée de signature
- Modèle de l'empreinte digitale
- Clé publique de root CA pour certificats CVC
- Clés Diffie-Hellman.

### Données de gestion
- Trace de fabrication
- Numéro de série du support

### Certificats stockés

#### Certificats de composante
Son but est l'authentification de la carte du DNI électronique via le protocole d'authentification mutuel défini en CWA 14980.
- Il permet l'établissement d'un canal de crypté et authentifié entre la carte et les drivers.
- Ce certificat ne sera pas accessible directement via les interfaces standard (PKCS11 ou CSP).

#### Certificat d'authentification
Il a pour but de garantir électroniquement l'identité du citoyen lorsqu'il réalise une transaction télématique. Le certificat d'authentification (Digital Signature) assure que la communication électronique soit réalisée avec la personne visée. Le titulaire peut, à travers son certificat, accréditer son identité face aux tiers, étant donné qu'il se trouve en possession du certificat d'identité et de la clé privée associée à celui-ci.
L'utilisation de ce certificat n'est pas habilitée pour les opérations qui requièrent une non-répudiation d'origine. Ainsi donc, les tiers et les prestataires de service n'ont pas la garantie de l'engagement du titulaire du DNI avec le contenu signé. Son utilisation principale est celle de générer des messages d'authentification (confirmation de l'identité) et d'accès sécurisé à des systèmes informatiques (via l'établissement de canaux privés et confidentiels avec les prestataires de service).
Ce certificat peut être également utilisé comme moyen d'identification pour la création d'un registre qui permette l'expédition de certificats reconnus par des entités privées, sans que celles-ci ne soient contraintes de réaliser un investissement dans le développement et maintenance d'une infrastructure de registre.

#### Certificat de signature
Ce certificat est utilisé pour la signature des documents et garantit l'intégrité du document et la non-répudiation d'origine.
Il s'agit d'un certificat X509v3 standard, qui a activé dans le Key Usage le bit de ContentCommitment (non-répudiation) et qui est associé à une paire de clés publique et privée, générées à l'intérieur de la puce du DNI.
C'est ce certificat qui convertit la signature électronique avancée en signature électronique reconnue, la rendant équivalente la norme de signature manuscrite (Loi 59/2003 et Directive 1999/93/CE).

## OpenDNIe
OpenDNIe est une implantation libre du pilote du DNIe, qui fut présenté à travers le portail technologique Kriptópolis par son principal développeur, Juan Antonio Martínez, un employé de l'administration publique.

## Utilisation
L'usage du DNI électronique requiert que l'utilisateur se souvienne de la clé qui lui a été assignée au moment de son obtention et qu'il peut changer à travers une borne appelée « point d'actualisation du DNI », installée dans les commissariats dans lesquels le DNI est expédié, ou via la page officielle du DNI. En cas d'oubli du mot de passe, l'utilisateur doit se rendre à un point d'actualisation du DNI, où il peut s'identifier grâce à son empreinte digitale et procéder au déblocage ou au changement de la clé.

### DNI électronique
Il s'agit du document physique qui contient la puce électronique.

### Lecteur de cartes
Afin de signer avec le DNIe, il faut utiliser un ordinateur ainsi qu'un lecteur de cartes. Il en existe différents modèles compatibles, intégrés ou non dans le clavier (connectés via USB) ou via une carte PCMCIA.
Le lecteur doit être compatible avec la norme ISO 7816.
Une campagne de distribution gratuite de lecteurs de DNIe a eu lieu entre le 1er octobre 2009 et le 7 janvier 2010, au cours de laquelle ont été distribués 320 000 unités.

### Programme informatique
L'utilisateur doit télécharger le logiciel fourni par la Direction Générale de la Police dans la section de  du portail du .

## Cadre légal
- Directive 1999/93/CE du Parlement européen et du Conseil, portant établissement d'un cadre communautaire pour la signature électronique.
- Loi 59/2003, régulant la signature électronique.
- Loi organique 15/1999, de protection des données.
- Décret royal 1553/2005, portant réglementation de la carte d'identité et de ses certificats de signature électronique.
- Décret royal 1586/2009, du 16 octobre, portant modification du Décret royal 1553/2005, du 23 décembre, portant régulation de l'expédition du DNI et de ses certificats de signature électronique.

## Obligation de s'identifier
Il n'y a pas d'obligation pour le citoyen de porter en permanence le DNI, mais il y a obligation de s'identifier et de le montrer à l'autorité si celle-ci le requiert. Si l'identification est requise mais que le titulaire ne peut montrer le DNI parce qu'il ne le porte pas sur lui, tout autre document pourra être exhibé aux fins d'identification, étant laissée à la discrétion de l'autorité la validité suffisante du document comme identification. Par exemple, le permis de conduire n'est pas une carte d'identité, mais l'autorité ou l'agent, à sa discrétion, peut l'admettre comme valable pour s'identifier.
Si l'identification est impossible parce que la personne ne porte pas le DNI sur elle, il peut être requis à cette personne qu'elle accompagne l'autorité ou les agents au poste de police doté des moyens nécessaires pour procéder à l'identification (commissariat).
Si le titulaire refuse de montrer le DNI alors qu'il le porte sur lui, ou qu'il refuse de se déplacer au commissariat pour réaliser l'identification, cela peut constituer une infraction administrative, pour désobéissance (amende), ou bien une faute de désobéissance à l'autorité prévue et sanctionnée à l'article 634 du Code pénal.